# Conjecture des lits superposés
En théorie des graphes, la conjecture des lits superposés (ou du lit superposé) est une conjecture en théorie de la percolation, proposée en 1985 par Pieter Kasteleyn (en).
La conjecture est réfutée en octobre 2024 par Nikita Gladkov, Igor Pak (en) et Alexander Zimin, qui explicitent un contre-exemple,.

## Graphes en lits superposés

Exemple de graphe en lits superposés. Les deux « lits » sont les graphes xyzvw et x'y'z'v'w', et les « montants » les arêtes xx', yy'

Un graphe en lits superposés est constitué de deux graphes connexes isomorphes, généralement représentés comme deux graphes identiques disposés l'un au-dessus de l'autre (les deux « lits »), connectés par des arêtes supplémentaires (les « montants ») reliant deux à deux les nœuds homologues.

## Conjecture
On supprime aléatoirement les arêtes du graphe, avec pour chacune la même probabilité p. La conjecture de 1985 stipule que la probabilité qu'un nœud x du « lit » supérieur reste connecté à un autre nœud y du même « lit » est supérieure ou égale à la probabilité que x reste connecté à y' (le nœud du « lit » inférieur homologue de y).

## Réfutation
En s'inspirant des travaux de Lawrence Hollom sur une variante de la conjecture généralisée aux hypergraphes, Gladkov, Pak et Zimin construisent un contre-exemple dont chacun des deux « lits » comporte 7 222 nœuds, pour {\displaystyle p={\tfrac {1}{2}}}. À l'aide d'un ordinateur, ils en découvrent un autre, toujours pour {\displaystyle p={\tfrac {1}{2}}}, dont chaque « lit » ne comporte que 82 nœuds.